# Szosa Krakowska
Szosa Krakowska (lub Ochota II) – osiedle mieszkaniowe w dzielnicy Ochota w Warszawie.

## Położenie i charakterystyka
Osiedle Szosa Krakowska znajduje się na warszawskiej Ochocie, na obszarach Miejskiego Systemu Informacji Rakowiec i Szczęśliwice. Jest usytuowane po obu stronach ulicy Grójeckiej między ulicami Władysława Korotyńskiego, Adolfa Pawińskiego, Archiwalną, Opaczewską, Szczęśliwicką, Karola Dickensa i Urbanistów. Jego powierzchnia wynosi ok. 60 hektarów.
Wybudowane zostało w latach 1957–1967 według projektów architektonicznych Leszka Kołacza i Witolda Parczewskiego. Za zaplanowanie zagospodarowania terenu odpowiadał Bohdan Pniewski. Powstały łącznie 6993 mieszkania przeznaczone dla ok. 25 tys. osób. Budynki o 4, 8 i 11 kondygnacjach wzniesiono w technologiach wielkopłytowej „J” i wielkoblokowej „Żerań”. Kubatura mieszkań wynosi ponad 1,28 mln m³. Zabudowie mieszkaniowej towarzyszy pięć szkół (w tym m.in. tzw. szkoła tysiąclecia), przedszkola, żłobek, budynki służby zdrowia a także lokale usługowe w parterach i wolnostojących pawilonach, zgrupowane głównie wzdłuż ulicy Grójeckiej.

## Historia
Osiedle było kontynuacją powojennej zabudowy dzielnicy rozpoczętej osiedlem Ochota I. Projekt Ochoty II dla ok. 40 000 mieszkańców powstawał pod kierunkiem Bohdana Pniewskiego od 1952 roku. Inwestorem była Dyrekcja Rozbudowy Miasta Warszawa-Południe. Pierwotnie osiedle miało zajmować obszar 180 hektarów i być wznoszone w zgodzie z założeniami socrealizmu. Zaplanowano m.in. centralny duży plac u zbiegu ulic Grójeckiej i Dickensa z towarzyszącą dominantą w postaci wieżowca, a także z znajdującymi się w jego pobliżu zdobionym arkadami domem towarowym oraz kinem. Ponadto na terenie osiedla, przy ul. Pawińskiego, znajdować się miały gmach teatru stylizowany na pałac magnacki oraz społeczny dom kultury. Miał on zająć teren zieleni, który później urządzono jako park Zasława Malickiego. Całość miała być poprzecinana ciągami pieszymi niezależnymi od ciągów kołowych. Z planów tych w 1955 roku powstał bezpośrednio jedynie fragment zabudowy w rejonie ulic Białobrzeskiej i Opaczewskiej, a dalsze prace zostały wstrzymane w związku z odrzuceniem socrealizmu w architekturze. Wznowiono je w 1957 według okrojonego projektu szczegółowego Leszka Kołacza i Witolda Parczewskiego, wciąż jednak realizującego ogólne założenia planu Pniewskiego. Centralny plac został częściowo zabudowany pawilonem pod adresem ul. Grójecka 109, w którym mieściła się m.in. restauracja „Pod Skrzydłami”. Na placu, nazywanym nieoficjalnie „placem Pod Skrzydłami”, zbudowano fontannę oraz ustawiono rzeźbę Lecące Łabędzie Anny Dębskiej.
W związku z budową nowego osiedla w 1956 roku Kościół katolicki podjął starania, aby na jego obszarze wybudować kościół zaprojektowany przez twórców osiedla – początkowo Bohdana Pniewskiego, a ostatecznie Leszka Kołacza. Mimo wstępnej aprobaty władze wydały zgodę na budowę kościoła dopiero w 1972 roku, do tego czasu utrudniając oddolne działania. Mimo to w 1962 roku wybudowano drewnianą kaplicę. Kościół poświęcono w 1979 roku. Kościołowi nadano wezwanie Opatrzności Bożej, co uważano za namiastkę realizacji postanowienia budowy Świątyni Opatrzności Bożej. Było to pierwsze zezwolenie na budowę kościoła wydane w Warszawie po 1945 roku.
W 2010 roku rondo w najbardziej na zachód wysuniętym punkcie osiedla, sąsiadującym z parkiem Szczęśliwickim, nazwano imieniem Bohdana Pniewskiego.
Nazwę „Szosa Krakowska” w XIX w. nosiła ulica Grójecka. Nazwa osiedla może być inspirowana położeniem przy drodze wylotowej na Kraków oraz moskiewskim osiedlem Szosa Możajska. Osiedle, podobnie jak radziecki odpowiednik, miało stanowić triumfalną, zachodnią bramę miasta, i również mieć charakter wielkomiejski.

## Szosa Krakowska-Działki
W latach 1970–72 pomiędzy ulicami Grójecką, Mołdawską i Racławicką wybudowano osiedle mieszkaniowe, nieznacznie oddalone od osiedla Szosa Krakowska, ale nawiązujące do niego nazwą: Szosa Krakowska-Działki. Jego projektantem była Jadwiga Grębacka. Zajęło ok. 9,5 hektara, a w jego skład weszły budynki pięcio- i jedenastokondygnacyjne mieszczące łącznie ok. 1000 mieszkań. Do wznoszenia zastosowano technologię wielkopłytową „J”. Zabudowę uzupełniły przedszkole, biblioteka, plac zabaw dla dzieci oraz punkty handlowo-usługowe.

## Galeria
| - Osiedle w latach 60. XX w. - Rzeźba Lecące Łabędzie Anny Dębskiej oraz fontanna na „placu Pod Skrzydłami” - Budynki osiedla przy ul. Dickensa 22 i 24 - Najstarsza część osiedla (róg ul. Dickensa i ul. Szczęśliwickiej) z charakterystycznymi kotłowniami |